# Жизнь ума
Жизнь ума — последняя незавершенная работа Ханны Арендт (1906—1975). Изначально работа планировалась как трехтомник, однако Арендт успела завершить лишь две части: мыслительница принялась за написание последней главы в день смерти. Книга была посмертно издана подругой Ханны Арендт, американской писательницей Мэри Маккарти, в двух томах в 1977 и 1978 годах. Произведение было переведено на русский язык А. В. Говоруновым в 2013 году.

## История создания
Ханна Арендт долго намеревалась написать работу, осветив в ней ключевые вопросы в области мышления. После завершения одной из самых известных работ Vita activa, или О деятельной жизни (англ. The Human Condition) в 1958 году[уточнить] Арендт планировала продолжить и расширить эту серию размышлений об активной жизни (vita activa) размышлениями о жизни созерцательной (vita contemplativa). Ещё одним шагом к созданию трёхтомника для Арендт стало написание книги Банальность зла: Эйхман в Иерусалиме, к написанию которой её побудил суд над Адольфом Эйхманом. В ходе острых дискуссий касательно нацистской Германии и еврейского вопроса, мыслительницу интересовали не просто вопросы этики и морали, а соотношение мышления и морали. Арендт увидела необходимость более тщательного и последовательного рассмотрения вопросов, связанных с деятельностью ума, и начала работу над трёхтомником.

## Структура
Три запланированных тома: «Мышление», «Воление», «Суждение».
Выступая на Гиффордских лекциях в 1973—1974 годах, Арендт подготовила выдержки из своих курсов: основные темы лежали в поле морали, философии Канта, мышления и политической теории. Этот цикл лекций она назвала «Жизнь ума» (англ. The Life of The Mind), однако из-за проблем со здоровьем мыслительница успела прочитать лишь первую серию: «Мышление», одноимённый том книги. Эпиграфом к нему служит цитата из Хайдеггера: «Мышление не приносит знания, как это делают науки. Мышление не дает полезной практической мудрости. Мышление не решает загадок вселенной. Мышление не наделяет нас непосредственно силой действия».
В вводной части Арендт подробно останавливается на всех интересующих её условиях, задачах, ограничениях мышления, даёт свои интерпретации философским системам, а также настаивает на необходимости не разделять теоретизирование с повседневными практикой и опытом. Приведенный синтез тем служит основанием для её исследования, и, в первой части, для постановки и рассмотрения вопроса: Что заставляет нас мыслить? Работая над этой темой, мыслительница обращается, среди прочих, к философии Платона, Канта, Декарта, а также — к заложенной Гуссерлем феноменологической традиции.
Вторая часть — «Воление» — была полностью подготовлена в рукописи, которая впоследствии и была издана как второй том. В этой части работы Арендт, исследуя природу воли, рассматривает столкновение между мышлением и волей. Мыслительница изучает их отношения и анализирует часто описанное всемогущество последней, задаваясь вопросом о способности выбора, её свободе и обусловленности одной из областей рассмотрения. Важными фигурами в диалоге, развернутым Арендт, становятся Гегель, Апостол Павел, Эпиктет, Августин, Фома Аквинский, Дунс Скот, Ницше и Хайдеггер..
Содержание «Суждения» остаётся неизвестным, хотя исследователи работ Арендт и пытаются воссоздавать траекторию её рассуждений, ссылаясь на предыдущие тексты философа, такие как «Мышление и соображения морали» (англ. Thinking and Moral Considerations), «Некоторые вопросы моральной философии» (англ. Some Questions on Moral Philosophy), а также на многочисленные комментарии к философии Канта в форме эссе, лекций и книг.